# Рудавка Яслиська
Рудавка Яслиська (пол. Rudawka Jaśliska) — колишнє лемківське село на Закерзонні — у Польщі, гміна Яслиська Сяноцького повіту Підкарпатського воєводства.
З 1 січня 2017 році місцевість увійшла до гміни Яслиська Кросненського повіту.

## Розташування
Розташоване в південно-східній частині Польщі, у східній частині Низьких Бескидів у верхів'ї річки Ясілка — правої притоки Віслоки, за 0,5 км від кордону зі Словаччиною.

## Історія
Уперше згадується в 1559 році, коли Томаш Рудавський отримав привілей від перемиського єпископа Войцеха Собєюського на закріпачення села за волоським правом. Село належало до так званого «яслиського ключа», який належав перемиським єпископам.
До 1772 р. село входило до Сяніцької землі Руського воєводства, з 1783 року — до Сяноцького округу Королівства Галичини та Володимирії Австро-Угорщини.
У 1818 році відновлено греко-католицьку парохію в селі Ясель та прилучено до неї Рудавку Яслиську, яка до того часу належала до парохії у Волі Нижній. 
У 1888 році село налічувало 26 будинків і 157 жителів (виключно українців).
У 1939 році в селі було чисто лемківське населення: зі 140 жителів села — всі 140 українці. 
Після виселення лемків у 1945 році в СРСР та депортації в 1947 році в рамках акції Вісла на понімецькі землі село припинило існування.

## Пам'ятки
Чотири придорожні кам'яні хрести. Один із них, встановлений коштом Петра і Павла Стеців, належить до найдавніших уцілілих з того типу пам'яток у Низькому Бескиді.